# Contea di Harford
La contea di Harford, in inglese Harford County, è una contea dello Stato del Maryland, negli Stati Uniti. La popolazione al censimento del 2000 era di 218 590 abitanti. Il capoluogo di contea è Bel Air. Seconda città della contea è Havre de Grace.

## Geografia
La contea si trova nella parte nord-orientale dello Stato e si estende tra le colline del Piedmont e le pianure della costa atlantica verso la baia di Chesapeake. I fiumi principali sono il Susquehanna a est e il Gunpowder a sud-ovest.

### Contee confinanti
- Contea di York (Pennsylvania) - nord
- Contea di Lancaster (Pennsylvania) - nord-est
- Contea di Cecil - est
- Contea di Kent - sud
- Contea di Baltimora - ovest

## Storia
Prima dell'arrivo dei coloni europei, la zona era abitata dai nativi Iroquis e Susquehannock. La contea fu creata dalla contea di Baltimora nel 1773. Deve il suo nome a Henry Harford (1758-1835), figlio illegittimo ma erede testamentario del sesto (e ultimo) Lord Baltimore, Frederick Calvert, e come tale proprietario della Provincia del Maryland dal 1771 (anno della morte del padre) al 1776 (inizio della rivoluzione americana).

## Comuni

### Cities
- Aberdeen
- Havre de Grace

### Town
- Bel Air (capoluogo)

### Census-designated places
- Aberdeen Proving Ground
- Abingdon
- Bel Air North
- Bel Air South
- Darlington
- Edgewood
- Fallston
- Jarrettsville
- Joppatowne
- Perryman
- Pleasant Hills
- Pylesville
- Riverside (Belcamp)